# Такахасі Каорі (синхронна плавчиня)
Такахасі Каорі (30 березня 1974) — японська синхронна плавчиня.
Бронзова медалістка Олімпійських Ігор 1996 року.